# Franzen (Gemeinde Pölla)

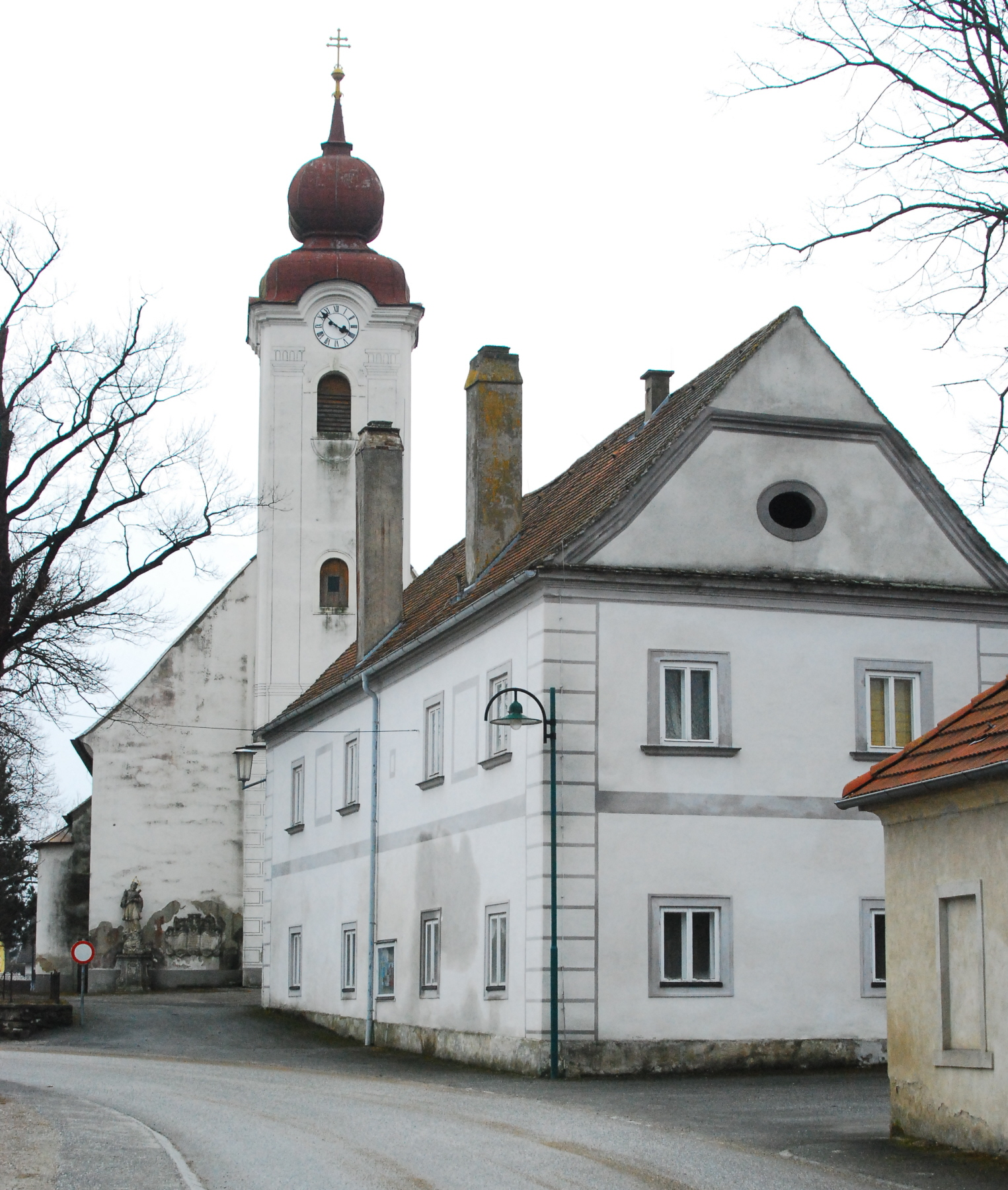
Kirche und Pfarrhof von Franzen

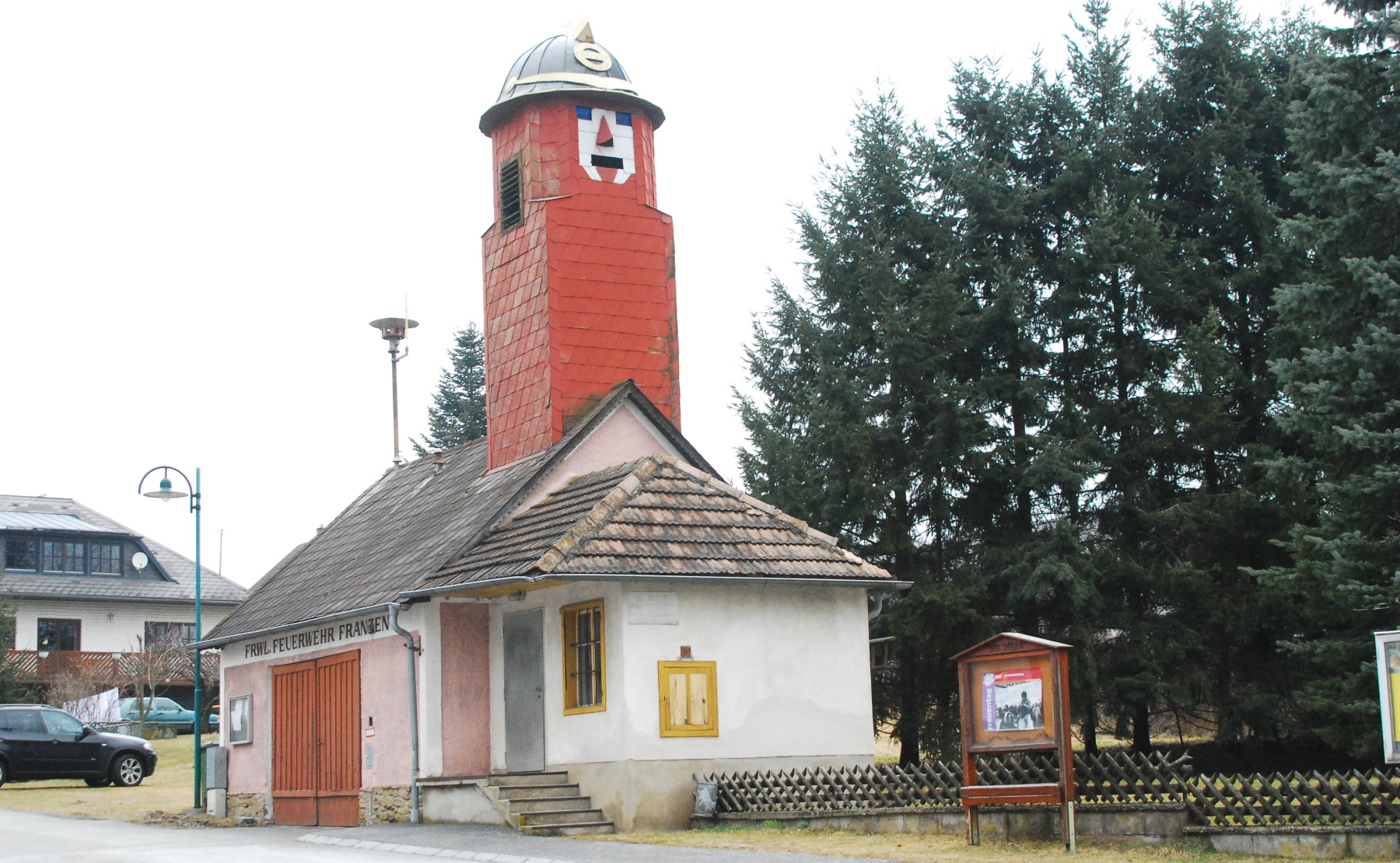
Freiwillige Feuerwehr Franzen

Franzen ist seit dem 1. Jänner 1964 eine Katastralgemeinde von Pölla in Niederösterreich mit rund 130 Einwohnern und einer Grundfläche von 260,24 Hektar. Die 1938 begonnene Aussiedlung im Zuge der Errichtung des Truppenübungsplatzes Döllersheim scheiterte letztlich an der Weigerung eines kleinen Teils der Einwohner.

## Geschichte
Franzen ist ein Straßendorf mit Schule am Fuße eines in Richtung Döllersheim verlaufenden wellenartigen Höhenzugs.
Um 1200 schied Franzen aus der Mutterpfarre Altpölla aus und wurde Mitte des 14. Jahrhunderts zu einer eigenen Pfarre erhoben.
1620 wurde Franzen ausgeraubt und niedergebrannt. Zur Beute gehörten unter anderem auch die Kirchenglocke und das Eisen der Turmuhr. Ob Franzen 1645 auch von den Schweden gebrandschatzt wurde, ist nicht bestätigt.
Die Freiherren von Ehrmanns ließen 1731 bei der Kirche eine Johannes-Nepomuk-Statue aufstellen. Neben der Jahreszahl 1731 wurde der Sockel auch mit dem Wappen der Ehrmanns versehen. Ab 1652 wurden die Kirchenbücher für Geburten und ab 1654 auch jene für Trauungen und Todesfälle von der Pfarre Döllersheim geführt. Ab 1713 wurde diese Aufgabe von der Pfarre Franzen übernommen. Einzelne, Franzen betreffende Eintragungen finden sich aber auch nach diesem Wechsel in den Matrikeln von Döllersheim. Die Pfarrbücher der Pfarre Franzen wurden im Zuge der Aussiedlung der Pfarre Neu-Pölla zur Aufbewahrung übergeben.
Im November des Jahres 1932 wurde in Franzen ein Trupp der SA aufgestellt. Laut Adressbuch von Österreich waren im Jahr 1938 in der Ortsgemeinde Franzen ein Arzt, zwei Bäcker, ein Binder, zwei Fleischer, ein Friseur, zwei Gastwirte, vier Gemischtwarenhändler, eine Hebamme, ein Papier- und Schreibwarenhändler, ein Sattler, ein Schlosser, ein Schmied, zwei Schneider und eine Schneiderin, ein Schuster, zwei Schweinehändler, ein Sodawassererzeuger, zwei Tischler, ein Viehhändler, ein Viktualienhändler, ein Zimmermeister und einige Landwirte ansässig. In diesem Jahr bestand die Ortsgemeinde weiters aus den Orten Dobra, Eichhorns, Kienberg, Nondorf, Reichhalms, Schmerbach, Schwarzenreith und Wetzlas sowie einigen Mühlen.
Vorgesehen war, dass die Bewohner von Franzen bis zum 1. April 1940 ausgesiedelt sein sollten, allerdings wurde diese Frist bis zum 31. Oktober 1941 zweimal verlängert. Da es zu dieser Zeit aber kaum noch möglich war, um für die gebotene Ablösesumme anderswo einen entsprechenden Ersatzhof zu erwerben, widersetzten sich die Bewohner von angeblich sieben von 50 Häusern der Aussiedelung.
Die mit der Abwicklung der Aussiedlung betraute Deutsche Ansiedlungsgesellschaft hinterlegte den Schätzwert der abzulösenden Liegenschaften auf gesperrten Konten bei der Sparkasse Allentsteig, bis die Eintragung über den Besitzerwechsel im Grundbuch erfolgt war. Gleichzeitig wurden die Bewohner verpflichtet, Zins dafür zu zahlen, dass sie in ihren eigenen Häusern wohnten.
1941 wurde die Elektrizitätsversorgung demontiert und auch der militärische Übungsbetrieb nahm auf die Zivilisten keine Rücksicht. Durch zugezogene Flüchtlinge und umgesiedelte Südtiroler vermehrte sich die Zahl der Bewohner von Franzen gegen Kriegsende und nach Kriegsende kehrten auch einige von den alteingesessenen Bewohnern in ihre angestammte Heimat zurück. Nach der Beschlagnahmung des Truppenübungsplatzes durch die Sowjetunion mussten sie der USIA Zins zahlen.
Ohne dass dafür eine gesetzliche Grundlage bestand, übernahm der Bürgermeister von Allentsteig auch die Verwaltung von Franzen, welches gesetzlich gar nicht mehr bestand. Nach der Einrichtung eines Postamtes erhielt 1953 der Ort wieder einen Anschluss an das öffentliche Stromnetz.
Durch ein am 23. Dezember 1954 beschlossenes und ab 24. März 1955 gültiges niederösterreichisches Landesgesetz wurde Franzen wieder errichtet. Am 12. Jänner 1955 wurde der Direktor der Volksschule von Franzen zum Regierungskommissär bestimmt. Die ersten freien Wahlen nach der Neugründung von Franzen erfolgte am 24. April 1955.
Zu den Sehenswürdigkeiten von Franzen zählt auch das Feuerwehrhaus mit dem als Feuerwehrmann gestalteten Schlauchturm und dem feuerwehrhelmartigen Dach. Dieses bestand bereits vor dem Zweiten Weltkrieg.

## Persönlichkeiten
- Friedrich Endl (1857–1945), Benediktiner, Archivar und Heimatforscher